# Andy Berman
Andy Berman, född 24 februari 1968, är en amerikansk skådespelare i film och TV-serier. Hans mest kända roll är som Dib i Nickelodeon-serien Invader Zim.